# Port Dickson
Port Dickson ist eine Küstenstadt in Malaysia. Sie liegt an der Straße von Malakka, rund 26 km südöstlich des Flughafens Kuala Lumpur. Port Dickson hat einen Tiefwasserhafen, über den überwiegend Erdöl und Ölprodukte umgeschlagen werden. Es gibt eine Fährverbindung nach Dumai auf Sumatra.
Verwaltungstechnisch liegt die Stadt im gleichnamigen Distrikt Port Dickson im malaysischen Bundesstaat Negeri Sembilan. Der Distrikt hatte 2020 etwa 129.000 Einwohner, darunter etwa 55 % Muslime und 23 % Buddhisten.

## Söhne und Töchter der Stadt
- Hari Chandra Manikavasagam (1930–2022), Leichtathlet
- Lew Yih Wey (* 1991), Schwimmerin